# Полочино
Поло́чино (рос. Полочино, ерз. Полаця) — присілок у складі Єльниківського району Мордовії, Росія. Входить до складу Єльниківського сільського поселення.
Населення — 11 осіб (2010; 33 у 2002).
Національний склад (станом на 2002 рік):
- мордва — 100 %